# Andreas Fischer (Wirtschaftspädagoge)
Andreas Fischer (* 30. August 1955 in Dannenberg; † 3. Dezember 2019) war ein deutscher Wirtschaftspädagoge und Hochschullehrer.

## Leben
Andreas Fischer studierte nach seinem Abitur an der Freien Universität Berlin Wirtschaftspädagogik. Er legte ein Examen als Diplom-Handelslehrer ab und promovierte 1990 über DGB Verbraucherpolitik zwischen Anspruch und politischer Praxis. Anschließend war Fischer bis 1997 wissenschaftlicher Assistent am Zentralinstitut für Fachdidaktiken der FU. Er habilitierte 1997 mit einer Arbeit über die Annäherung an nachhaltige wirtschaftsberufliche Bildung. 1998 wurde er Professor für Berufs- und Wirtschaftspädagogik sowie Didaktik der Wirtschaftslehre an der Universität Lüneburg.
Mit dem Projekt „BBS futur 2.0“ vernetzte er über 100 berufsbildende Schulen. Fischer war im Fachforum Berufliche Bildung an der Umsetzung des UNESCO Weltaktionsprogramms Bildung für nachhaltige Entwicklung beteiligt.

## Veröffentlichungen (Auswahl)
- Umweltlernen im Unterricht zwischen Ökologie und Ökonomie. Bielefeld, 1995.
- Lernaktive Methoden in der beruflichen Umweltbildung. Bielefeld, 1996
- Wege zu einer nachhaltigen beruflichen Bildung. Bielefeld, 1998
- Herausforderung Nachhaltigkeit – Perspektivenwechsel in der Ausbildung von Wirtschaftslehrer-/innen. 1999